# 崔允智
崔允智（韓語：최윤지，1997年06月17日—），韓國女演員。

## 演出作品

### 劇集
| 年份 | 播放平台 | 劇名                 | 角色   | 備註                       |
| 2024 | tvN      | 《愛在獨木橋》       | 高海秀 | 配角                       |
| 2024 | NETFLIX  | 《一箱情緣》         | 柳仁英 | 配角                       |
| 2025 | tvN      | 《機智住院醫生生活》 | 李彩玲 | 產房新任護理師(第11集登場) |
| 2025 | tvN      | 《初次，為了愛》     | 李曉利 | 主演                       |

## 外部連結
- 崔允智的Instagram帳戶
- 崔允智在NAVER上的资料
- 崔允智在Daum上的资料
- 崔允智在互联网电影资料库（IMDb）上的資料（英文）
- 崔允智在HanCinema的頁面（英文）